# Conan l'Aventurier (série télévisée d'animation)
Pour le recueil de nouvelles, voir Conan l'Aventurier.
Conan l’Aventurier (Conan: The Adventurer) est une série télévisée d'animation franco-canado-américaine en 65 épisodes de 25 minutes, créée d'après le monde imaginaire de Conan le Barbare des romans de Robert E. Howard et diffusée aux États-Unis entre le 12 septembre 1992 et le 22 novembre 1993 en syndication.
En France, la série a été diffusée à partir d'octobre 1993 dans M6 Kid sur M6 et rediffusé à partir du 24 juin 1996 dans le Club Dorothée sur TF1 ou encore pour la rediffusion de la série en l'an 2000 sur M6 dans M6 Kid, puis en 2009 sur Mangas. Elle est également disponible en intégralité sur la chaîne YouTube Mangas depuis le 19 mai 2018.

## Synopsis
Conan est un jeune homme qui passe son enfance en Cimmérie auprès de sa famille. Une nuit, alors adolescent, il fait une promenade avec son grand-père, Chan, sur une colline et alors qu'ils ont allumé un feu, une pluie de « larmes brûlantes » ou météores tombe des cieux. Conan et d'autres Cimmériens les rassemblent et les ramènent à leur village. Le père de Conan nommé Manir, le forgeron du village, utilise alors le minerais des météores pour forger le métal-étoile et s'en sert ensuite pour créer divers outils et des armes qui ne peuvent ni rouiller ni se casser grâce aux propriétés du métal. Il vend ensuite ses créations, mais il décide de garder sa meilleure réalisation, une épée magnifique, pour la remettre à Conan. Il la place alors dans une crypte dont il recouvre l'ouverture avec un lourd bloc de pierre. Manir dit alors à son fils qu'il ne pourra posséder légitimement l'épée que lorsqu'il sera assez fort pour soulever le rocher.
Pendant ce temps, le terrible sorcier suprême de Stygie, Iramon, s'informe sur le métal-étoile et apprend de son maître, le maléfique dieu-serpent Seth, qu'en plus de sa puissance, il possède également le pouvoir d'ouvrir des portails interdimensionnels. Seth a été enfermé depuis longtemps dans les Abysses, une autre dimension, par les pouvoirs combinés de presque tous les magiciens de l'époque qui voulaient l'empêcher d'asservir l'humanité et de régner sans partage sur Terre. Iramon doit construire sept pyramides autour de la Terre et installer un disque de métal-étoile au-dessus de chacune d'elles afin d'ouvrir un portail pour libérer son maître. Iramon se lance ainsi à la recherche de ce métal tombé à divers endroits de la planète et dans le cadre de sa recherche, il découvre des objets fabriqués par le père de Conan et se met à sa recherche. Le père de Conan affirme à Iramon qu'il a vendu tout le métal-étoile, alors qu'en réalité il a caché certains morceaux. Iramon change alors en pierre la famille de Conan.
Pendant ce temps, Conan était parti chercher son épée de Métal Étoile pour affronter Iramon et ses sbires. Conan remarque alors que l'épée de métal-étoile se met à scintiller quand des hommes-serpents sont à proximité, les sbires d'Iramon ainsi démasqués sont envoyés dans les Abysses au premier contact avec l'épée et celle-ci révèle également le vrai visage reptilien d'Iramon. Voyant cela, il dit, "Ceux qui voient le véritable visage d'Iramon sont condamnés à disparaître !". Mais Conan parvient à chasser le magicien, Conan s'est alors tourné vers sa famille et a juré au nom de leur dieu Crom de trouver un moyen de les libérer de ce maléfice.
Les aventures de Conan commencent alors avec sa quête et ses aventures à l'Âge Hyborien à la recherche d'une façon de sauver sa famille et libérer la Terre de la tyrannie d'Iramon, ses acolytes sont des Hommes-serpents déguisés en humains. Lorsque l'épée de métal-étoile de Conan est assez proche d'eux, il peut rompre le charme et révéler leur vraie forme puis les envoyer rejoindre leur maître Seth dans les Abysses. Ils sont très nombreux et Conan devra leur faire face avec l'aide de compagnons intrépides qu'il va rencontrer au cours de son périple, lesquels possèdent également des armes en métal-étoile.

## Origines
La série a été produite en association avec Graz Entertainment pour les 13 premiers épisodes; puis avec AB Productions et Créativité et Développement pour la suite. 

## Fiche technique
- Maison de production : C&D, Sunbow Productions, Jetlag Productions, Graz Entertainment
- Année de production : 1992 - 93
- Réalisation : Bernard Deyriès, Christian Choquet, Christy Marx
- Scénarios : Jean Chalopin
- Générique français interprété par : Bernard Minet
- Musique Originale : Chase/Rucker Prod U.S.A
- Sound Design : Bell X-1, Gilbert Courtois
- Bruiteur : Patrick Martinache
- Mixage : Studio Ramses

## Voix

### Voix originales
- Michael Donovan : Conan
- Scott McNeil : Zula, Loup-Gris, Iramon, Ram-Amon, Yendu, Erlik seigneur du feu
- Janyse Jaud : Jezmine
- Garry Chalk : Snagg, Manir, Gora, Torrinon
- Alec Willows : Falkenar
- Michael Beattie : Nidole
- Kathleen Barr : Mesmira, Sasha
- Doug Parker : Dregs, Sculcure, Windfang, le Dragon Kari, Zogar Sag, Jhebbal-Sag (forme possédée)
- Richard Newman : Seth, Chan, Dong Hi, Jhebbal-Sag (forme normale)
- Jim Byrnes : Epémétrius le Sage
- John Pyper-Ferguson
- Lee Tockar
- Wally Burr : Le narrateur

### Voix françaises
- Gérard Dessalles : Conan, Chan (voix secondaire)
- Michel Vigné : Zula, Ram-Amon (voix principale), Pyro le Phénix, voix additionnelles
- Jacques Ferrière : Loup-Gris, Dregs, Chan (voix principale), Epemitrius, voix additionnelles
- Christine Delaroche : Jasmine
- Bernard Soufflet : Nidole, voix additionnelles
- Henry Djanik : Snagg, Seth, Gorah (voix principale), Shulgareth, voix additionnelles
- Henri Poirier : Iramon (voix principale)
- Edgar Givry : Falkenar, Le narrateur (voix principale), Misha, Torrinon, voix additionnelles
- Pascal Renwick : Windfang, Skulkur, Ram-Amon (épisode 17), Gorah (voix secondaire), voix additionnelles
- Anne Rondeleux : Sasha
- Francine Lainé : Mesmira
- Michel Barbey : Iramon (voix secondaire)
- Marion Game : Valéria

## Personnages

### Personnages principaux
- Conan : Guerrier Cimmérien extrêmement fort et fier, armé de son épée en métal-étoile et d'un bouclier. Il détient également l'amulette de Vathelos.
- Nidole : Un petit phénix peureux qui accompagne Conan et son groupe. Il a le pouvoir de se fondre dans les murs et les objets tel que le bouclier de Conan ou la cape de Falkenar. Gourmand, il adore la grenade. Il lui arrive de faire preuve de courage, même s'il se plaint régulièrement lorsque Conan lui demande un service.
- Tonnerre : Le cheval de Conan, de couleur noire avec une crinière blanche. Il porte des fers en métal-étoile, refuse d'entrer dans les villes et a un caractère qui oblige parfois Conan à l'attendre.
- Zula : Prince des Wasaïs qui rencontre Conan quand ils étaient tous les deux esclaves sur un bateau stygien. Il devient le frère de sang de Conan. Zula peut parler aux animaux en dessinant sur le sol le signe de Jhebbal Sag. Il possède des bolas en métal-étoile puis les fait fondre pour se fabriquer un boomerang de guerre. Il porte aussi un arc et une épée. Ses bolas puis son boomerang ont la capacité de revenir grâce à la potion que lui a donné Jasmine.
- Jasmine : Princesse aquilonienne de Tarantia recueillie par des gens de cirque. Elle est devenue acrobate et est armée de shurikens en métal-étoile de Zula. Jasmine a reçu d'un magicien mourant une potion magique qui lui permet de faire revenir ses shurikens à chaque fois qu'elle les lance. Jasmine est amoureuse de Conan bien qu'elle soit touchée par l'histoire de Winfang.
- Loup Gris : Magicien de Xanthus, accompagné de deux loups, Sasha et Misha. Ce sont en fait son frère et sa sœur, transformés en loups par la magicienne renégate Mesmira. Loup-gris cherche des fleurs de Lycanthros capables de redonner leur apparence humaine à Sasha et Misha. Il est armé d'un bâton en métal-étoile et de la Griffe du Ciel (objet taillé de métal-étoile qu'il a mise au bout). Il possède une cape qu'il utilise en tapis volant et contrôle l'élément de l'air.
- Sasha (femme) : Sœur de Loup gris qui contrôle le feu et a été transformée en loup.
- Misha (homme) : Frère de Loup gris qui contrôle l'eau et a été transformé en loup.
- Snagg : Guerrier Vanir armé d'une hache en métal-étoile. Il est le "rival" puis le meilleur ami de Conan (voir l'épisode Guerre tribale).
- Falkenar : Prince de Kusan capable de voler grâce à son manteau des vents qui se transmet dans sa famille de génération en génération. Pour s'envoler, il doit dire : "Que mon père le vent soulève mes ailes ! ". Il possède aussi un fouet en métal-étoile et une épée.
- Griffe-éclair : Un faucon qui accompagne Falkenar.

### Personnages secondaires
- Epémétrius : Sage qui conseille à Conan d'empécher Iramon de construire les pyramides. Conan le rencontre pour la première fois sur le Mont Golamira en Cimmérie. Il lui remet le bouclier avec Nidole.
- Zogar Sag : Chef-chaman de la tribu des Pictes, il vient en aide à Conan et à ses compagnons à plusieurs reprises pour lutter contre Iramon.
- Dong Hi : Un maître en arts martiaux des Dragons silencieux, il a initié Conan au ninjutsu.
- Le Dragon Kari : Un dragon jadis emprisonné dans un artefact qui pouvait être invoqué à tous moments pour exécuter la volonté des hommes, cependant Conan a eu l'artefact et lui a donné la liberté, ce à quoi le Dragon lui fut reconnaissant, il fera cependant passer plus tard une série de tests à Conan sur ses intentions. Il se révélera un personnage clé de la lutte finale contre Seth.
- Lamou : Prêtre et chaman du peuple des Wasaïs, il aidera souvent Conan de ses sages conseils.
- Boitir : Le roi des Wasaïs, père de Zula et oncle de Gora, il intervient à de nombreuses reprises.
- Azurel, princesse des Orashawas : Princesse d'une ancienne tribu ennemie des Wasaïs, fiancée au départ à Gora pour des raisons d'alliance puis tombe amoureuse de Zula et sera fiancée à lui.
- Chan : grand-père de Conan. Conan réussit à le sauver peu avant ses parents. C'est lui qui a dérobé l'amulette de Vathelos dans le temple stygien et qui l'a ensuite donné à Conan.
- Manir : Père de Conan, il est forgeron et a fabriqué de nombreuses armes en métal-étoile, il est changé en pierre par Iramon.
- La mère de Conan : Épouse de Manir et mère de Conan, elle est changée en pierre par Iramon.
- Torrinon : Petit homme et inventeur de génie qui se fait passer pour un magicien mais ne possède que peu de talents, il va cependant aider Conan.
- Torrina : Fille de Torrinon.
- Mère de Jasmine : Reine de Tarantia enfermée dans les Abysses puis libérée.
- Astivus : Père de Jasmine transformé en homme-serpent par Iramon, il choisira de sauver sa fille et ses amis plutôt que de servir Seth.
- Ilénia, Grande prêtresse de Xanthus : Chef du conseil des magiciens de Xanthus, elle sera d'une aide précieuse pour rassembler l'aide des magiciens.
- Jhebbal- Sag : Dieu et maître des animaux célébré notamment par les Wasaïs et les Pictes, présent dans la série à travers son signe que Zula et d'autres personnages invoqueront pour demander l'aide des animaux, il apparaît en personne dans un seul épisode où Iramon tente de le corrompre.
- Pyro le Phénix : Un grand phénix chargé de veiller sur le manuscrit de Vathelos, Iramon parviendra à le tenir sous son emprise mais il sera libéré par Conan et ses amis, Nidole aimerait beaucoup lui ressembler plus tard. Il n'apparaît que dans un épisode.
- Elrik seigneur du feu : Porteur du cristal de lumière et ancêtre de la famille régnante de Kusan, c'est lui qui emprisonna autrefois l'ancien démon Shulgareth. Il fut élevé au rang d'esprit gardien après sa mort et apparaît dans un épisode.
- Hanuman le dieu singe : Un humanoïde ayant l'apparence d'un grand singe qui n'apparaît que dans un épisode. Il s'avère être venu d'une autre planète, un nomade du désert lui vola son sceptre de pouvoir et s'en servi pour se faire passer pour l'élu et tenter de régner sur le monde. Conan et ses amis parviendront cependant à libérer Hanuman.

### Ennemis
- Seth : Dieu maléfique ayant la forme d'un serpent géant qui possède les mêmes pouvoirs qu'Iramon mais en plus puissant. Son pouvoir sort de ses yeux ; il peut aussi cracher du feu et ses crocs sont empoisonnés. Il est inspiré du dieu égyptien homonyme Seth et du serpent du Chaos Apophis, deux déités originellement opposées avant d'être rapprochés. Son culte est surtout vénéré en Stygie ainsi que dans un territoire voisin plus au sud où il est nommé Damballah. Il est emprisonné à nouveau et pour toujours dans les Abysses par Conan et ses amis à la fin de la série. Sa peau est parfois jaune, parfois violette, selon les épisodes.
- Iramon (Wrath-Amon en VO): Personnage maléfique possédant l'anneau noir et un sabre. Il construit sept pyramides munies chacune d'un disque de métal-étoile au sommet pour libérer son maitre Seth des abysses. Son nom est la contraction de "ire" (colère) et du nom du dieu égyptien "Amon" porté par beaucoup de pharaons. Son nom français est une traduction de son nom original où "wrath" (colère en anglais) est contractée avec "Amon". Il est retransformé dans sa forme primaire (un gros lézard) par Conan avec l'amulette de vathelos (épisode 64).
- Dregs : Serpent qui est toujours avec Ramamon puis avec Iramon, particulièrement maladroit et assez collant. Il aimerait bien manger Nidole, le phénix de Conan. Il semble très attiré par l'anneau noir de son maitre.
- Sculcure : Sculcure était à l'origine un homme qui s'appelait Sacoumbé. Il a volé le sceptre magique du grand prêtre de son pays et l'a amené à son ami Sadinar, mais Sadinar a utilisé le sceptre contre lui. Sacoumbé est alors voir Iramon qui l'a transformé en surhomme. Il est retourné se venger auprès de Sadinar mais celui-ci l'a transformé en squelette. Sculcure possède le pouvoir de faire revivre les morts, une épée et un char en os tiré par un cheval squelette. Son sort final est inconnu.
- Windfang : à l'origine, il s'appelait Venturis et était un homme qui vivait il y a 200 ans en tant que Général des armées de Koth au service du roi Baras. Iramon l'a capturé et transformé en un dragon ailé à quatre bras. Il possède des boules serpentes, des bâtons, crache du feu et peut voler grâce à ses ailes. Windfang a réussi à redevenir humain et revenir à son village natal ou il réalisa qu'en 200 ans Coth avait changé et que tous ceux qu'il aimait sont morts dont sa fiancée Lady Mirim. Venturis a choisi d'être transformé une nouvelle fois en démon ailé par Iramon afin que ce dernier relâche Jasmine. Son sort final est inconnu.
- Ram-Amon : Magicien et créateur d'Iramon. Il l'avait créé au départ pour remplacer Dregs qui n'était qu'un incapable, mais Iramon s'est retourné contre Ram-Amon et s'est emparé de l'anneau noir. Puis il a enfermé Ram-Amon dans les catacombes. Son nom est la contraction du nom des dieux égyptiens Râ et Amon.
- Les hommes serpents : Serviteurs d'Iramon, très nombreux mais aussi très vulnérables au métal-étoile car dès qu'on les touche ou qu'on les approche avec, ils sont envoyés dans les abysses.
- Mesmira, Reine de Stygie : Sorcière qui a transformé Sasha et Misha en loups. C'est une ancienne magicienne de Xanthus, mais elle a trahi les siens et cherche à s'emparer de l'anneau noir pour régner sur la Stygie. Elle récupère la carcasse de l'anneau noir à la fin de la série (épisode 64). Elle essaie à plusieurs reprises de faire en sorte que Conan devienne son esclave.
- Gora : Cousin de Zula. Il est au service d'Iramon. Il veut à tout prix éliminer son cousin pour devenir prince des Wasaïs. Il est finalement neutralisé par Conan et son animal fétiche, Amra le lion dans l'épisode 42.
- Yeng Du : Il veut monter sur le trône de Kusan. Il s'allie à Windfang ainsi qu'à Iramon et trahi Falkenar. Son sort final est inconnu.
- Rakkir : Divinité ancienne du temps de l'Atlantide ayant l'apparence d'un serpent des mers géants, Iramon va tenter de le contrôler en utilisant une pierre précieuse appelée "cœur de Rakkir" qui seule peut le faire. Il apparaît dans cet épisode. Conan et Snagg détruiront la pierre, dans l'épisode 5, condamnant Rakkir à rester pour l'éternité au fond de la mer.
- Médusa : Démon à la tête couvert d'une multitude de serpent, il n'apparaît que dans un épisode, il a le pouvoir de changer n'importe quel être vivant en pierre, c'est lui qui fournit à Iramon, le poison qui lui sert à lancer la malédiction des pierres vivantes. Il est tué par Conan dans l'épisode 10. Il est inspiré de la Gorgone Méduse dans la mythologie grecque mais est cependant de sexe masculin.
- Ahx'oon : Dieu suprême des Orashawas, anciens ennemis des Wasaïs, il apparaît dans un seul épisode sous la forme d'un géant de lave vivant dans un volcan, la prêtresse de la tribu (Shivoka) tentera de l'invoquer avec Gora pour soumettre les Orashawas et les Wasaïs dans l'épisode 14. Shivoka est tuée quand Conan lui enlève son masque et qu'Ahx'oon tombe sur elle ne laissant que son squelette et détruisant le masque. Ahx'oon est définitivement vaincu.
- Shulgareth : Ancien démon de l'ombre, (roi de la nuit éternelle), qui tenta de s'emparer de la Terre et fut emprisonné par Elrik le seigneur du feu de Kusan, il apparaît dans un épisode où Yen Du tente de le ramener avec l'aide de Windfang en sonnant la cloche de la nuit. Il est emprisonné à nouveau par Falkenar, descendant d'Elrik avec l'aide de Conan et Jasmine ainsi que Windfang dans l'épisode 48.

## Dieux
De nombreux autres dieux et esprits sont cités dans la série sans pour autant apparaître à chaque fois.
- Ahx'oon : Dieu suprême des Orashawas, anciens ennemis des Wasaïs. Voir plus haut.
- Crom : Dieu suprême des Cimmériens, dans l'œuvre originale de Howard, il est décrit comme une divinité lointaine guettant au sommet de sa montagne et appréciant le courage chez les mortels. Il intervient rarement sinon jamais dans les affaires de ceux-ci. Dans la série, on apprend également qu'il est favorable à la liberté des hommes comme le démontre Conan lorsqu'il s'oppose farouchement à l'esclavage. Rien  dans la série ne permet d'affirmer qu'il existe réellement et contrairement à des divinités comme Seth, sa présence est essentiellement notable dans les jurons et serments prononcés par Conan et par d'autres Cimmériens, "Par Crom".
- Elrik seigneur du feu : Porteur du cristal de lumière et ancêtre de la famille régnante de Kusan. Voir plus haut.
- Hanuman le dieu singe : Un humanoïde ayant l'apparence d'un grand singe qui n'apparaît que dans un épisode. Voir plus haut.
- Jhebbal- Sag : Dieu et maître des animaux célébré notamment par les Wasaïs et les Pictes. Voir plus haut.
- Le Dragon Kari : Un dragon jadis emprisonné dans un artefact qui pouvait être invoqué à tous moments pour exécuter la volonté des hommes. Voir plus haut.
- Kraken : Divinité de la mythologie scandinave médiévale ayant l'apparence d'un calmar géant, il est mentionné par un pirate dans un épisode de la série.
- Médusa : Démon à la tête couvert d'une multitude de serpent. Voir plus haut.
- Mitra (en) : Une autre divinité mentionnée mais n'apparaissant pas en dehors de prêtres, elle est également présente dans les romans de Howard. Dieu inspiré d'une divinité hindoue homonyme et présentant quelques aspects de culte judéo-chrétien par un mariage que l'on voit célébré par des prêtres dans l'épisode final.
- Pyro le Phénix : Un grand phénix chargé de veiller sur le manuscrit de Vathelos. Voir plus haut.
- Rakkir : Divinité ancienne du temps de l'Atlantide. Voir plus haut.
- Seth : Dieu maléfique suprême de Stygie. Voir plus haut.
- Shulgareth : Ancien démon de l'ombre qui tenta de s'emparer de la Terre. Voir plus haut.
- Tarim : Un dieu célébré à Xanthus, la ville des magiciens, il n'est que mentionné.
- Woden : Dieu suprême des Vanirs, tout comme Crom, il n'apparaît que dans les jurons et serments de ses fidèles. Son nom est le vieil anglais pour le dieu de la mythologie nordique Odin.

## Lieux et peuples
- Amazones : Elles vivent dans la vallée des amazones, elles sont misandres.
- Aquiloniens : Les Aquiloniens sont les habitants de l'Aquilonie, vaste royaume qui correspond à la France et à l'Aquitaine médiévales avec quelques aspects romains et anglais. L'Aquilonie est séparée de la Cimmérie au nord par une mer tandis qu'une autre mer la sépare de l'Afrique au sud. La capitale est Tarantia. Jasmine est aquilonienne.
- Arfariens : Peuple de cannibales, ils sont ennemis et voisins des Wasaïs. Leur territoire nommé L'Arfar semble situé en Afrique du nord, Iramon s'allie à eux.
- Atlantes: Habitants de l'Atlantide, pays engloutit sous les eaux avant l'Âge Hyborien, les survivants sont les ancêtres de plusieurs peuples dont les Cimmériens. Conan découvre que sa lignée descend des rois de l'Atlantide et peut-être de Kull le conquérant, autre personnage des romans de Howard, qui vivait à l'Âge thurien, époque de l'Atlantide précédent l'Âge hyborien.
- Cimmériens : Conan et sa famille sont cimmériens, la Cimmérie correspond aux Îles britanniques. Les Cimmériens sont les descendants des Atlantes. Ils vivent dans des villages dans les bois et les montagnes et portent peu de vêtements qui sont seulement en peaux de bêtes. Ils vivent de chasse et de pêche, ils ont aussi des forgerons réputés. Ils peignant leur corps pour la guerre et ont pour dieu Crom.
- Kothiens : Habitants du pays de Koth dont était originaire Windfang qui se nommait autrefois Venturis. Le territoire présente des aspects romains. Il correspond à l'État hittite et la capitale du Koth, Khorshemish, correspond à la capitale hittite, Karkemish.
- Kusaniens : Ils habitent le Kusan, pays inspiré de l'Empire Kuchan, qui s'étendait de la Mer Caspienne à la Vallée du Gange en Asie centrale. Les Kusaniens pratiquent les arts martiaux. Falkenar est prince de la famille régnante de Kusan.
- Kozakis : Peuple nomade vivant dans les steppes d'Asie centrale et dont le territoire peut correspondre au Kazakhstan et à la Mongolie. Ils portent une coupe de cheveux à l'iroquoise sont utilisés comme esclaves par les Turaniens pour construire une pyramide entre autres. Ils sont composées de plusieurs tribus qui se disputent entre elles. Conan parviendra à les unir. Leur nom est un dérivé de "Cosaques".
- Pictes : Peuple voisin des Cimmériens, leur territoire correspond à l'Écosse, ils vivent à proximité des forêts et pillent parfois d'autres villes, ils peignent aussi leurs corps et sont craints des autres peuples. Comme les Wasaïs, ils honorent Jhebbal-Sag. Zogar Sag est un chef picte.
- Orashawas : Les Orashawas sont un peuple voisin des Wasaïs vivant également en Afrique subsaharienne à proximité d'une région volcanique, ils sont d'anciens ennemis aujourd'hui réconciliés. Leur dieu est Ahx'oon.
- Poitain : Région du sud-ouest de l'Aquilonie correspondant au Poitou, le comte de Poitain est vassal du roi d'Aquilonie.
- Stygiens : Les Stygiens habitent la Stygie qui correspond à l'Égypte, son nom dérive du Styx, un fleuve des Enfers grec. Ram-Amon puis Iramon et Mesmira ont régné sur la Stygie. Les habitants ont presque tous été transformés en hommes-serpents et vénèrent le culte de Seth. Ils construisent des pyramides pour le libérer.
- Sushan : Ville capitale d'un petit royaume du Proche-Orient et proche de la Stygie.
- Turaniens : Peuple de Turan, royaume d'Asie centrale dont le nom évoque l'ancien nom persan du Turkestan, le territoire peut correspondre à l'Empire timuride, à l'Empire sassanide ou à l'Empire moghol.
- Vanirs : Les Vanirs sont également un peuple voisin des Cimmériens dont ils sont les ennemis héréditaires et semblent séparés par une mer, leur territoire correspond à la Scandinavie. Ils semblent être les ancêtres des Vikings. Ce sont de bons marins et ils vivent beaucoup de pêche et de chasse. Ils ont de bons forgerons portent des armures et des casques en métaux forgés. Leur dieu est Woden. Snagg est un vanir.
- Wasaïs : Les Wasaïs sont un peuple subsaharien vivant en Afrique de l'Ouest à proximité de la jungle. Ils honorent le dieu des animaux Jhebbal-Sag. Zula est prince des Wasaïs.
- Xanthus : Cité des magiciens qui semble se trouver au Proche-Orient, les magiciens de Xanthus semblent pour la plupart porter des turbans et des vêtements orientaux. Ils ont pour dieu Tarim. Loup-Gris, Sasha et Misha sont des magiciens de Xanthus ainsi que Mesmira.
- Zamoriens : Habitants du Zamora, pays situé au Proche-Orient entre la Turquie et la Perse. La capitale est Shadizar, c'est dans cette ville que Conan, Nidole et Zula font pour la première fois la connaissance de Jasmine.

## Épisodes
La liste des épisodes ci-après respecte l'ordre original de diffusion aux États-Unis mais ne correspond pas toujours à l'ordre de la diffusion française.

### Première saison
1. La nuit des larmes brûlantes (The Night of Fiery Tears)
2. Frères de sang (Blood Brother '')
3. L'étoile de Shadizar (Star of Shadizar)
4. Conan le gladiateur (Conan the Gladiator '')
5. Le cœur de Rakkir (The Heart of Rakkir)
6. Les hommes de pierre (Men of Stone '')
7. Le terrible Torrinon (The Terrible Torrinon)
8. Loup-gris de Xanthus (Greywolf of Xanthus)
9. Les marcheurs de l'ombre (Shadow Walkers)
10. La griffe du ciel (The Claw of Heaven)
11. Les cavaliers serpent de Set (Serpent Riders of Set '')
12. Le nid de Windfang (Windfang's Eyrie)
13. Sept contre la Stygie (Seven Against Stygia)

### Deuxième saison
1. Guerre tribale (Tribal Warfare)
2. La malédiction d'Ahx'oon (Curse of Axh'oon)
3. Le voleur de Shadizar (Master Thief of Shadizar)
4. La vengeance de Jhebbal Sag (The Vengeance of Jhebbel Sag)
5. Fraternité écarlate (The Red Brotherhood)
6. Tonnerre et éclair (Thunder ans Lightning)
7. La crevasse des vents (The Crevasse of Winds)
8. Hanuman le dieu singe (Hanuman the Ape God)
9. L'île des Naïades (Isle of the Naiads)
10. Le jour des anciens (In Days of Old)
11. La naissance d'Iramon (The Birth of Wrath-Amon)
12. Cloué au sol (Earthbound)
13. Les empereurs sont des tricheurs (The Treachery of Emperors)
14. Nidole volé (A Needle in a Haystack)
15. Retour à Tarantia (Return to Tarantia)
16. Le livre de Skelos (The Book of Skelos '')
17. Les travaux de Conan (Labors of Conan)
18. L'amulette de Vathelos (The Amulet of Vathelos)
19. Les dernières heures de Conan (The Final Hours of Conan)
20. Un vent mauvais dans le Kusan (An Evil Wind in Kusan)
21. Sang de mon sang (Blood of my Blood)
22. Le souffle du dragon (Dragon's Breath)
23. La reine des Stygie (The Queen of Stygia)
24. La nature de la bête (Nature of the Beast)
25. La cité du crâne ardent (City of the Burning Skull)
26. Le fils de l'Atlantide (Son of Atlantis)
27. Chan se remet en selle (Conan Rides Again)
28. Dregs au bout du rouleau (Down to the Dregs)
29. Dregs Amon le grand (Dregs-Amon the Great)
30. La mère louve (The Wolfmother)
31. Conan des Kozakis (Conan of the Kozaki '')
32. Le retour de Torrinon (Torrinon Returns)
33. La fille du géant de glace (The Frost Giant's Daughter)
34. La corne d'abondance de Grondar (Cornucopia of Grondar)
35. Quand sonne la cloche de la nuit (When Tolls the Bell of Night)
36. Le dernier poignard de Manir (The Last Dagger of Manir)
37. Les épines de minuit (Thorns of Midnight '')
38. La vallée des Amazones (The Vale of Amazons)
39. Les os de Damballah (Bones of Damballa)
40. Changer, c'est tricher (Turnabout is Foul Play)
41. Conan dans le passé et dans le futur (The Once and Future Conan)
42. L'épée du destin (The Sword of Destiny)
43. Conan le ninja (Conan Sword, Sai and Shuriken)
44. La nuit de la pleine lune (Full Moon Rising)
45. Le voleur d'âmes (The Stealer of Souls '')
46. Amra le lion (Amra the Lion)
47. L'évasion de Ram-Amon (Escape of Ram-Amon)
48. Le monstre en métal étoile (The Star-Metal Monster '')
49. Dans les abysses (Into the Abyss)
50. Un serpent s'enroule autour de la Terre - 1re partie (A Serpent Coils The Earth - Part 1)
51. Un serpent s'enroule autour de la Terre - 2e partie (A Serpent Coils The Earth - Part 2)
52. Un serpent s'enroule autour de la Terre - 3e partie (A Serpent Coils The Earth - Part 3)

## Ordre des épisodes en Français
1. La nuit des larmes brûlantes
2. Frères de sang
3. L'étoile de Shadizar
4. Loup-gris de Xanthus
5. Les marcheurs de l'ombre
6. Conan le gladiateur
7. Le cœur de Rakkir
8. La griffe du ciel
9. Le nid de Windfang
10. Les hommes de pierre
11. Les cavaliers serpents de Set
12. Le terrible Torrinon
13. Sept contre la Stygie
14. La malédiction d'Axh'Oon
15. Fraternité écarlate
16. Retour à Tarantia
17. La naissance d'Iramon
18. Le jour des anciens
19. Guerre tribale
20. Les travaux de Conan
21. Tonnerre et éclair
22. Cloué au sol
23. La reine de Stygie
24. La crevasse des vents
25. Les os de Damballah
26. Le voleur de Shadizar
27. La vengeance de Jhebbal Sag
28. Dregs Amon le grand
29. Un vent mauvais dans le Kuzan
30. Conan des Kozakis
31. Les empereurs sont des tricheurs
32. Le souffle du dragon
33. Nidol volé
34. Le retour de Torrinon
35. Le voleur d'âmes
36. L'amulette de Vathelos
37. Hanuman le dieu singe
38. La nature de la bête
39. Les dernières heures de Conan
40. L'île des Naïades
41. Sang de mon sang
42. Amra le lion
43. La cité du crâne ardent
44. Dregs au bout du rouleau
45. La mère louve
46. Le dernier poignard de Manir
47. La corne d'abondance de Grondar
48. Quand sonne la cloche de la nuit
49. La fille du géant de glace
50. Le fils de l'Atlantide
51. Les épines de minuit
52. Changer c'est tricher
53. Conan le ninja
54. La nuit de la pleine lune
55. L'épée du destin
56. Le livre de Skelos
57. La vallée des Amazones
58. Chan se remet en selle
59. L'évasion de Ram-Amon
60. Le monstre en métal étoile
61. Conan dans le passé et dans le futur
62. Dans les Abysses
63. Un serpent autour de la Terre (1re partie)
64. Un serpent autour de la Terre (2e partie)
65. Un serpent autour de la Terre (3e partie)

### Commentaires
- L'idée des armes en métal étoile qui envoient les hommes serpents dans les abysses au moindre contact permet d'éviter les effusions de sang et la censure dans une série animée destinée à la jeunesse.
- En 1992, Hasbro sorti plusieurs figurines inspirées par les personnages de la série.
- Une suite appelée Conan and the Young Warriors (Conan et les Jeunes Guerriers en français) composée d'une seule saison de 13 épisodes a été réalisée en 1994, mais avec moins de succès. En effet, en dehors de Conan, aucun personnage de la première série ne réapparaissait. Elle est inédite en France.